# Waldemar Sewohl
Waldemar Friedrich Wilhelm Ludwig Sewohl (* 28. Juni 1887 in Rostock; † 1967 in West-Berlin) war ein deutscher Maler.

## Leben und Werk
Waldemar Sewohl war ein Sohn des Rostocker Fotografen (Johann) Friedrich Sewohl und dessen Frau Marie (Friederike Johanna), geb. Woldt. Er absolvierte in seiner Heimatstadt eine Fotografenlehre und zog 1905 nach Berlin. Dort machte er bis 1913 als Meisterschüler von Wilhelm Blanke eine Ausbildung zum Maler. Danach arbeitete er als freischaffender Maler in Berlin-Lichterfelde. Er war Mitglied des Reichsverbandes bildender Künstler Deutschlands, des Steglitzer Künstlerbundes und der losen Malerkolonie Steglitz. Studienreisen führten ihn 1924 nach Italien, dann in die Schweiz, nach Holland, Österreich und Norwegen.
Nach den schweren Bombenangriffen auf Berlin zog Sewohl 1944 mit seiner nunmehr dritten Frau aus der Lichterfelder Haydnstraße 12 nach Teterow, dann nach Wismar, wo er weiter als freischaffender Maler arbeitete. In den 1950er Jahren ging er erneut nach West-Berlin und arbeitete freischaffend in Steglitz.
Sewohl schuf vor allem Gemälde mit Berliner Stadtansichten und Mecklenburgischen Landschaften. Sein Ölgemälde „Rostocker Hafen“ (um 1916) befand sich in der Nationalgalerie Berlin und gilt als verschollen.

## Zeitgenössische Rezeption
„Seine Kunst hat zwar nichts himmelstürmendes, aber eine fließende Handwerklichkeit mit entsprechendem Sinn für koloristische Effekte. Seine Rostocker und Wismarer Ausschnitte können sich sehen lassen.“
Adolph Donath 1919/1920 anlässlich der Ausstellung in der Berliner Galerie Gelb.

## Werke (Auswahl)
- Unter den Linden (Öl)[5]
- Auf stürmischer Fahrt (1952, Öl)[6][7]
- Ausfahrt unserer neuesten Fischlogger (1952, Öl)[8][7]
- Spaziergang im sonnigen Potsdam (1952, Öl)[9][7]
- Rückkehr vom Fischfang (1952, Öl)[10][7]

## Ausstellungen

### Einzelausstellungen
- 1920: Berlin, Galerie Gelb (Einzelausstellung)
- 2021: Teterow, Stadtmuseum Teterow (Teterower Stadt- und Landschaftsansichten aus 100 Jahren; mit W. Weidemann, Kurt Löffler und Elena Bytschkow)

### Ausstellungsbeteiligungen
- 1913, 1914, 1916, 1924, 1925, 1930: Berlin, Große Berliner Kunstausstellung
- 1925: Berlin, Juryfreie Kunstschau
- 1945: Schwerin, Landesmuseum („Jahresschau 1945 der Kunstschaffenden aus Mecklenburg-Vorpommern“)[11]
- 2020: Berlin, Galerie Barthelmess & Wischnewski („Berlin, Berlin. Bilder einer großen Stadt“)[12]